# Villa niphobletoides
Villa niphobletoides är en tvåvingeart som beskrevs av Hesse 1956. Villa niphobletoides ingår i släktet Villa och familjen svävflugor. Inga underarter finns listade i Catalogue of Life.